# Ching Shih
Ching Shih (Cantão, 1775 – 1844) (chinês tradicional: 鄭氏, chinês simplificado: 郑氏, pinyin: Zhèng Shì; cantonense: Jehng Sih; "viúva de Zheng"), também conhecida como Cheng I Sao (chinês tradicional: 鄭一嫂, chinês simplificado: 郑一嫂; "esposa de Zheng Yi"), foi uma importante pirata que atuou durante a metade de dinastia Qing na China, aterrorizando o mar da China no início do século XIX.
Ela comandou, pessoalmente, mais de 300 juncos tripulados por 20 000 a 40 000 piratas — homens, mulheres e até crianças. Guerreou com os impérios da época, como o Império Britânico, o Império Português e a dinastia Qing. Ela foi uma de poucos capitães piratas a se aposentar da pirataria e é considerada como a pirata mais bem sucedida da história.
Ching Shih já apareceu em diversos livros, romances, jogos eletrônicos e filmes.

## Vida

### Juventude
Ching Shih nasceu em 1775 em Cantão. Lá, ela chegou a trabalhar como prostituta num pequeno bordel em Guangzhou, até ser capturada por piratas. Em 1801, ela se casou com Cheng I, um notório pirata. O nome pelo qual é mais lembrada (Cheng I Sao) significa "viúva de Cheng".
Cheng I pertencia a uma família de piratas bem-sucedidos que traçava suas origens criminosas até o meio do século XVII. Depois do seu casamento com Ching Shih, "que participou completamente na pirataria de seu marido", Cheng I usou assertividade militar e sua reputação para consolidar uma coalizão de frotas piratas cantonesas que estavam em competição entre si numa aliança. Por volta de 1804, esta coalizão era uma força formidável e uma das mais poderosas frotas piratas de toda a China. Nesta altura, eles eram conhecidos como a Frota da Bandeira Vermelha.

Genealogia dos Piratas do Mar da China da família Cheng

### Ascensão
Em 16 de novembro de 1807, Cheng I morreu no Vietnã. Imeditamente, Ching Shih começou a manobrar para conseguir a posição de liderança de seu marido. Ela começou a cultivar relações pessoais para conseguir que seus rivais reconhecessem seu status e solidificassem sua autoridade. A fim de impedir que seus rivais entrassem em conflito aberto, ela procurou o apoio dos membros mais poderosos da família de seu marido: o sobrinho dele, Cheng Pao-yang e o filho do primo dele, Cheng Ch'i. Daí, ela aumentou a coalização formada por seu marido, desenvolvendo as lealdades já existentes de alguns dos capitães da frota e tornando-se indispensável aos capitães restantes.
Já que Ching Shih teria uma força tão grande sob seu comando, ela sabia que precisaria de uma pessoa para ajudá-la a gerenciar as operações cotidianas da Frota da Bandeira Vermelha, mas que se mantivesse leal a ela e fosse aceita pelos piratas menores. Ela acreditava que só havia um homem para o serviço: Cheung Po Tsai.

### Relação com Cheung Po Tsai
Cheung Po Tsai era filho de um pescador e forçado a se tornar pirata aos 15 anos, quando foi capturado por Cheng I. Rapidamente, Cheung subiu nas fileiras e, eventualmente, foi adotado por Cheng I para que lhe fosse dado os direitos de filho e herdeiro.
Assim que Ching Shih escolheu Cheung, rapidamente, ela agiu para solidificar a parceria através da intimidade: em semanas, os dois se tornaram amantes e, eventualmente, se casaram. Ching Shih deu à luz o filho de Cheung por volta dos 32 e 35 anos. Cheung Po Tsai morreu aos 36 anos de causas desconhecidas.

### Código de conduta
A partir do momento que ela deteve a posição de liderança da frota, Ching Shih começou a tarefa de unificar a frota, emitindo um código de leis. A tradução de Neumann do livro The History of Pirates Who Infested the China Sea afirma que foi Cheung Po Tsai que emitiu o código. Yuan Yung-lun diz que Cheung emitiu seu próprio código de três regulamentos, chamado san-t'iao, para sua própria frota, mas não se sabe da existência deste em forma escrita. O código era bastante severo e, de acordo com Richard Glasspole, severamente aplicado:
- Primeiro: qualquer um que desse ordens (que não viessem diretamente de Ching Shih) ou que desobedecesse ordens de um superior seria decapitado no local;
- Segundo: ninguém deveria roubar do fundo popular ou de quaisquer aldeões que abastecessem os piratas;[4]
- Terceiro: todos os bens tomados como espólio teriam de ser apresentados para inspeção do grupo. Os despojos eram registrados por um comissário e, depois, distribuídos pelo líder da frota. Aquele que, originalmente, conseguiu a pilhagem receberia vinte por cento e o restante seria colocado no fundo popular.
- Quarto: o dinheiro em espécie seria entregue ao líder do esquadrão, que daria apenas uma pequena quantidade ao saqueador original, para que o restante pudesse ser utilizado para comprar suprimentos para navios malsucedidos.[4][10]

De acordo com Philip Maughan, a punição para a uma primeira ofensa de esconder pilhagem eram chicotadas severas nas costas. Grandes quantidades de tesouro escondido ou sucessivas ofensas resultavam na pena de morte.
O código de Ching Shig tinha regras especiais para mulheres capturadas. A prática habitual era libertá-las, mas o pirata J.L. Turner presenciou outra coisa. Geralmente, os piratas faziam suas mais belas cativas de concubinas ou esposas. Se um pirata esposasse uma mulher, ele tinha de ser fiel a ela. As que não eram consideradas atraentes eram soltas e as restantes eram utilizadas para conseguir dinheiro de resgates. Piratas que estuprassem cativas eram mortos, mas se piratas tivessem sexo consensual com as cativas, eles seriam decapitados e a mulher com quem ele estava teria balas de canhão amarradas às suas pernas e seria jogada ao mar.
Para violações de outras partes do código, as pessoas eram punidas com chicotadas, jogadas na prisão ou esquartejadas. Desertores ou aqueles que saíssem sem permissão oficial tinham suas orelhas cortadas e, depois, desfilavam para seu esquadrão. Glasspoole concluiu que o código "deu origem a uma força que era intrépida no ataque, desesperada na defesa e inabalável mesmo quando em menor número.

### Comandante da Frota da Bandeira Vermelha
Ela comandou, pessoalmente, mais de 300 juncos tripulados por 20 000 a 40 000 piratas: homens, mulheres e até crianças.  Sob seu comando, a frota estabeleceu uma hegemonia sobre várias aldeias costeiras. Em alguns casos, impôs taxas e impostos sobre povoados. De acordo com Robert Anthony, Ching Shih "roubou cidades, mercados e vilarejos, de Macau a Cantão."
A Frota da Bandeira Vermelha, sob o comando de Ching Shih, não podia ser derrotada: nem pelos oficiais da dinastia Qing, nem pela marinha portuguesa e nem pela britânica. Ela até chegou a capturar Richard Glasspole, um oficial da Companhia Britânica das Índias Orientais que estava a bordo do navio The Marquis of Ely, e sete marinheiros britânicos em 1809.
Em 1810, o governo chinês ofereceu anistia a todos os piratas, e Ching Shih aceitou, encerrando sua carreira naquele mesmo ano. Ele manteve sua pilhagem e e abriu uma casa de jogo.
Ela morreu em 1844, aos 69 anos.
Ela foi uma de poucos capitães piratas a se aposentar da pirataria e é considerada como a pirata, homem ou mulher, mais bem sucedida da história.

## Na cultura popular
Um relato semi-ficcional da pirataria de Ching Shih apareceu no conto "La viuda Ching, pirata" (parte da coletânea Historia universal de la infamia, de 1935), de Jorge Luis Borges. Nele, Ching Shih é descrita como uma "pirata que operou em águas asiáticas, desde o Mar Amarelo até os rios da costa de Aname", e que, depois de se render à forças imperiais, é dado-lhe o perdão e a permissão de viver o resto de sua vida como uma contrabandista de ópio. Borges reconhece o livro The History of Piracy (1932), de Philip Gosse (neto do naturalista Philip Henry Gosse), como a fonte da história.
Em 2003, o diretor italiano Ermanno Olmi fez um filme chamado Singing Behind Screens, vagamente baseado na recontagem de Borges, embora um problema com direitos autorais tenham impedido o escritor argentino de aparecer nos créditos.
Afterlife, um amerimanga de 2006, retrata Ching Shih como uma guardiã que luta conta demônios para proteger os habitantes do submundo.
No livro The Wake of the Lorelei Lee, oitavo na série de Bloody Jack, de L.A. Meyer, Jacky é capturada por Ching Shih e a impressiona tanto que, para indicar que ela está sob sua proteção, a pirata concede uma tatuagem de dragão no pescoço de Jacky.
Em 2007, o terceiro filme da franquia Pirates of the Caribbean retratou Ching Shih como a poderosa pirata Madame Ching, uma dos nove lordes piratas.
Nos anos 1990, o Treasure Island Hotel e Casino, em Las Vegas, teve um restaurante chinês chamado Madame Ching's, mas ele não funciona mais.
Em 2015, foi exibido, em Hong Kong, um drama de TV chamado Captain of Destiny, no qual Maggie Shiu faz o papel de uma personagem baseada em Ching Shih.
Red Flag, uma minissérie que se centra em Ching Shih, estrelando Maggie Q e Francois Arnaud, foi programada para começar a filmar no outono de 2014 na Malásia.
Em 2022, a série britânica de ficção científica Doctor Who trouxe Ching Shih como personagem histórica central no episódio especial Legend of the Sea Devils.